# Alblasserdam
Alblasserdam là một thị xã ở phía tây Hà Lan, trong tỉnh Zuid-Holland. Đô thị này có diện tích 9,96 km² (3,85 mile²) trong đó 1,18 km² (0.46 mile²) là diện tích mặt nước.
Đô thị này được lập năm 1447, trước thời điểm này khu vực thuộc Oud-Alblas.